# Roy Jenkins
Roy Harris Jenkins, Baron Jenkins of Hillhead, född 11 november 1920 i Abersychan i Monmouthshire, död 5 januari 2003 i East Hendred i Oxfordshire, var en brittisk politiker.

## Biografi
Jenkins var en ledande medlem av Labourpartiet och var ledamot av underhuset 1948–1987. Han ingick i flera Labourregeringar, bland annat som inrikesminister 1965–1967 och 1974–1976 samt finansminister 1967–1970. Från 1977 till 1981 var han ordförande i Europeiska kommissionen, kommissionen Jenkins.
Jenkins var biträdande ledare för Labourpartiet 1970–1972. Denna post lämnade han efter oenighet med partiledaren Harold Wilson angående landets anslutning till Europeiska gemenskapen. 1982 var Jenkins en av de fyra kända Labourpolitiker som bildade det nya partiet Social Democratic Party (SDP). I valet 1983 utsågs han till premiärministerkandidat för alliansen mellan SDP och Liberal Party. Jenkins adlades 1987 som Lord Jenkins of Hillhead och satt 1988–1997 i överhuset, där han var ledare för Liberaldemokraterna, det parti som bildades genom sammanslagning av SDP och Liberal Party, till 1997.
Jenkins var också författare av framför allt historiska biografier, bland annat om William Ewart Gladstone och Winston Churchill. Jenkins avled innan han hann fullborda sin tjugoförsta bok Franklin Delano Roosevelt. Richard Neustadt skrev största delen av det sista kapitlet om Franklin D. Roosevelts död och boken utkom postumt redan 2003.